# كولباتو
بلدية كولباتو (بالكاتالانية: Collbató) هي إحدى بلديات مقاطعة برشلونة، والتي تقع في منطقة كاتالونيا، شرق إسبانيا.
يبلغ عدد سكانها 3.780 نسمة وفقاً لإحصائية سنة (2007).